# Романівський гідрологічний заказник
Романівський гідрологічний заказник - це заказник  місцевого значення. Розташований у межах Зіньківської міської громади Полтавського району Полтавської області, біля села Романівка.
Площа природоохоронної території — 50 га. Статус надано Рішенням Полтавського облвиконкому від 16.11.1979 року № 437, перебував у користуванні Загрунівської сільської ради. Після адміністративно-територіальної реформи підпорядковано Зіньківській міській раді. 
Охороняється ділянка водно-болотних угідь на місці озера Борисове у заплаві р. Грунь-Ташань. Озеро є місцем мешкання, розмноження та перебування під час міграцій навколоводних птахів. У заказнику виявлено 4 рідкісних види рослин та 17 рідкісних видів тварин.  Також тут є умови для відтворення водоплавної дичини. Режим озера регулює рівень ґрунтових вод та є стабілізатором мікроклімату. 